# Kevin Johansen
Kevin Andrew Johansen (Fairbanks, Alaska, 21 de junio de 1964) es un cantante y músico argentinoestadounidense. Se caracteriza por un sonido particular que mezcla la música popular de su país y América con el rock alternativo y el pop estadounidense, fusionándolos en un estilo que el mismo cantante y compositor ha llamado "Des-Generado". A su vez tiene una peculiariedad de unir sus canciones con ingenio y humor, a tal punto que llegó a colaborar en textos con el mítico grupo humorístico Les Luthiers.

## Biografía
Hijo de madre argentina y padre estadounidense, nació en Fairbanks, Alaska, en 1964, donde vivió hasta sus 4 años. La familia se mudó luego a Colorado, donde vivió un año. A los 5 años de Kevin, se mudan brevemente a Arizona para finalmente a sus 6 vivir en San Francisco, California. Cuando Johansen tenía doce años, viaja a Buenos Aires, Argentina. También vivió en Montevideo, Uruguay a los 13 y 14 años, y fue allí donde comenzó a dar sus primeros pasos en el mundo de la música, aprendiendo a tocar la guitarra. Vuelve a Buenos Aires y vive ahí hasta 1990, cuando se muda a Nueva York. En el año 2000 regresa a Buenos Aires, donde reside hasta hoy. Cariñosamente lo apodan "Piojo" debido a su parecido con el exfutbolista Claudio "Piojo" López.

### Comienzos de su carrera artística
En la década de 1980, Johansen hizo algunas apariciones esporádicas en el rock nacional con la banda Instrucción Cívica junto a Julián Benjamín y Fernando Samalea, editando dos álbumes: Obediencia Debida de 1986, e Instrucción Cívica de 1987.

### Década de 1990
En el año 1990 se mudó a Nueva York. Allí conoció a su primera esposa, Mariana León, una bailarina argentina con quien tuvo dos hijas, Miranda en 1997 y Kim Ema en 2002. Tocó en el CBGB por varios años, hasta la creación de su grupo The Nada, un juego de palabras entre "la nada" y "de nada". En el año 2000, The Nada grabó su primer álbum, una mezcla de diferentes músicas latinas con rock moderno, funk y pop. Ese mismo año Johansen volvió a Argentina. El álbum, comercializado en el país por la discográfica Los Años Luz, fue bien recibido por el público y el grupo salió de gira hasta llegar a España, donde el álbum fue editado por K Industrias.

### Años 2000

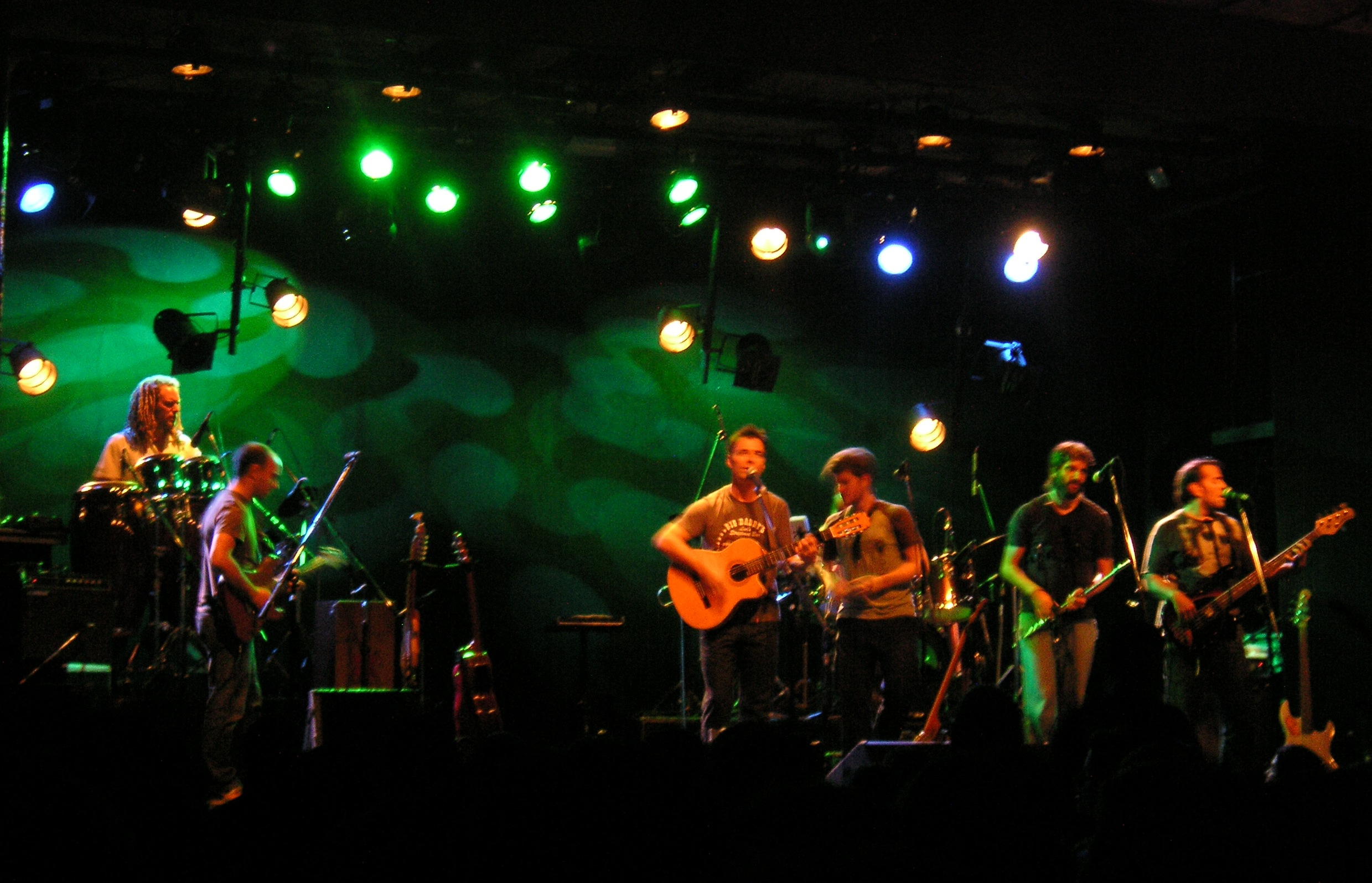
Kevin Johansen y The Nada durante una presentación en 2007.

Hacia fines de 2002, Johansen grabó «Sur o no sur», comercializado por Los Años Luz en la Argentina y por Sony Music en el resto del mundo. El corte de difusión de este disco fue la milonga «Daisy», cuyo videoclip fue filmado en el barrio porteño de La Boca en 16mm, con dirección a cargo de Andrea Urquiola. Fue protagonizado por la actriz transexual Mariana Aria y un grupo de bailarines que realizan una coreografía entre hombres, típica de los comienzos de la milonga.
Durante 2003, Johansen se convirtió en un gran éxito en la Argentina gracias a que una de sus canciones, «Down with my baby», fue cortina de la exitosa serie televisiva local Resistiré. Esto lo llevó a tocar en el Teatro Gran Rex, en junio de ese año. Durante su gira por España sumó mucho más público, no solo en Madrid sino también en Barcelona. Se presentó en los premios MTV y, desde allí, comenzó una gira por algunas ciudades importantes de los Estados Unidos, pasando por Miami, Nueva York, Chicago, Los Ángeles y San Francisco, donde "Sur o no sur" estaba por ser lanzado.
En 2004, continuó de viaje, con conciertos en México, Chile, Bélgica y de nuevo en España, visitando esta vez muchas más ciudades. "Sur o no sur" fue nominado para los premios Grammy en las categorías Álbum del año (por "Sur o no sur"), y Canción del año y Mejor video musical (por «La Procesión»). En 2005 Johansen recibió el Premio Konex - Diploma al Mérito como uno de los mejores cantantes de pop/balada de la década en la Argentina.
Entre viajes grabó "City Zen", su tercer disco, comercializado una vez más por Los Años Luz. El álbum fue muy bien recibido por el público y por la crítica.
En 2006, Johansen se divorció de Mariana y formó pareja con Laura Franco, con quien tuvo a sus hijos, Tom Atahualpa y Roy.
En 2008 y 2009, realizó una serie de conciertos junto a su amigo Liniers en los que se proyectaban dibujos hechos en vivo por el humorista gráfico a la par de la interpretación de las canciones de Johansen. Este concepto fue expandido en 2009, para el primer DVD de The Nada, grabado en vivo en el Teatro "El Nacional", en el que mientras la banda interpreta las canciones de Johansen, Liniers realiza una pintura monumental de carácter mural.

### 2010 / 2019

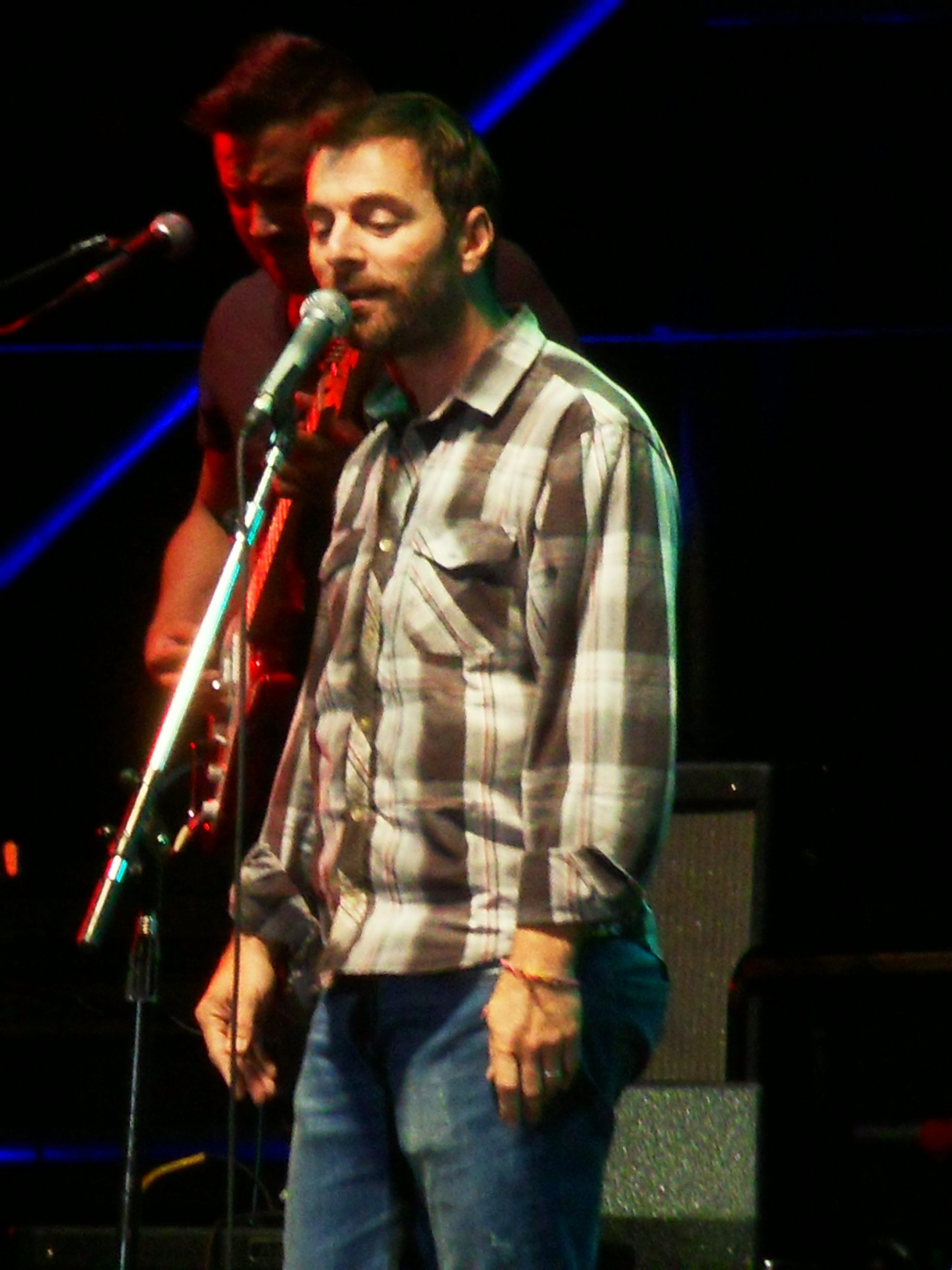
Kevin Johansen en Mendoza

En 2010 Johansen grabó un junto con Pablo Lescano el «Himno a Sarmiento», el cual habían interpretado juntos durante el espectáculo de apertura de Puertas del Bicentenario.
En 2012, se edita “BI” (Sony Music). El nuevo álbum doble de Kevin Johansen + The Nada que fue grabado en dos partes. La primera, “Jogo (Subtropicalia)”, fue realizada en los Estudios Del Arco con la coproducción de Javier Tenenbaum y Osqui Amante, y la segunda, “Fogo (Pop Heart)”, fue realizada en los Estudios El Pie con la coproducción de Tweety González. A través de la primera parte, Jogo 'Subtropicalia', queda impreso un fuerte sello folclórico, con una mirada hacia el Uruguay y Brasil. Mientras que en Fogo 'Pop Heart', prevalece un sonido más roquero y no faltan canciones en inglés, incluyendo temas propios y dos covers: «Everybody Knows» de Leonard Cohen y «Modern Love» de David Bowie. "BI" contó con la participación de Lila Downs, Rubén Rada, Daniela Mercury, Natalia Lafourcade, Paulinho Moska, Lisandro Aristimuño, Fernando Cabrera y Orquesta El Arranque, entre otros. El 25 de mayo de 2014, formó parte de los festejos por el aniversario de la Revolución de Mayo, en el marco del programa "Somos Cultura".
En varias de sus canciones, Kevin usó el metro 2/4 característico del tango y la milonga. En 2015, recibió el Premio Konex en la disciplina Canción de Autor.
El 26 de abril del 2019, lanza su noveno álbum de estudio titulado "Algo Ritmos", junto al videoclip de su nuevo single “Cuentas Claras”. En julio llevó a cabo su gira, miTOURbano, por Estados Unidos y Europa, el cual tuvo entradas agotadas y el resto del año recorrió Latinoamérica.

### Actualidad
A falta de shows presenciales a causa de la pandemia, durante el 2020, Kevin se embarca en una gira mundial y virtual con 4 fechas distintas: Canciones propias en español, Canciones propias en inglés, Canciones propias e impropias, y Canciones Latinoamericanas.
Para fines del año 2020, lanza junto con David Lebón, su último sencillo "Todo Esto".
En abril del 2021 Kevin se presenta en el Teatro Gran Rex de Buenos Aires con dos funciones vendidas; y emprende una gira por España llamada "Vecino Tour", presentándose durante el mes de mayo en Valencia: La Rambleta, Barcelona: Sala Barts, Madrid: Teatro Calderón y Vigo: Auditorio Mar de Vigo. Junto con Sofía Gala Castiglione y Vera Spinetta, en 2024 Kevin actuó por primera vez en un largometraje llamado Bajo naranja.

## Discografía
| The nada (2000) 1. Guacamole 2. En mi cabeza 3. You’re the Bossa 4. Soñé 5. No me abandones 6. Ni idea 7. Campo argentino 8. Living in a story 9. McGuevara’s o CheDonald’s 10. Heat of the moment 11. So lazy 12. El círculo 13. El de la puerta Sur o no sur (2002) 1. Sur o no sur 2. Star estrella 3. Puerto Madero 4. La procesión 5. Daisy 6. Timing 7. Down with my baby 8. Chill out james 9. Cumbiera intelectual 10. No seas insegura 11. Sur o no sur (Reprise) 12. Acción! 13. La chanson de Prevert 14. Hindue blues 15. Go on 16. Hacele caso 17. La tangómana 18. Me fui pal monte 19. Candombito 20. He andao City Zen (2005) 1. City zen 2. All I wanna do is you 3. Desde que te perdí 4. Atahualpa, you funky! 5. El palomo 6. I don’t know 7. Oops 8. No voy a ser yo 9. La falla de San Andrés (dedicado a David Byrne) 10. The gem in I 11. Volutas de humo 12. Buenos Aires Antisocial Club 13. El incomprendido 14. Push your luck 15. Milonga subtropical 16. Tom Zen 17. Twist del rezo 18. Tema del zurdo 19. Everything is (Falling into place) Logo (2007) 1. Logo 2. Anoche Soñé Contigo 3. Susan Surrender 4. Ese Lunar 5. Fantasmas de Carnaval 6. Funny Face 7. Road Movie 8. Son del Mp3 9. La Hamaca 10. Por Las Ruas 11. Chica Rollinga 12. S.O.S. Tan Fashion 13. Oh My Love, My Love 14. Everybody Says 15. Luna Sobre Porto Alegre 16. Amistad de Borrachera 17. Cliché Latino, Cliché Gringo Vivo en Buenos Aires (2010) 1. Logo 2. En mi cabeza 3. El Palomo 4. No voy a ser yo 5. Mc Guevaras's o Che Donald's 6. Hindue Blues 7. El Círculo 8. La Hamaca 9. Desde que te perdí 10. Oops! 11. Cumbia Intelectual 12. Sos tan Fashion + Everything is (Falling into place) 13. Anoche soñé contigo 14. Down with my baby 15. Buenos Aires antisocial club 16. Guacamole 17. Fin de fiesta Bi (2012) 1. Amor Finito 2. Baja a la Tierra 3. Jogo (Subtropicalia) 4. Tan Fácil 5. Veredas de Agua 6. Vecino 7. My Name is Peligro 8. Alta, Fea y Linda 9. Milonga que Paso 10. Picaflor 11. Nunca Digas Siempre 12. Whyoh 13. Chacarera del Deseo (Como Pega el Sol) 14. Waiting for The Sun to Shine 15. Buenos Aires Rio 16. Nieva en Buenos Aires 17. Y Sigo (Canción de Autoayuda Para Mí) 18. No Digas Quizás 19. Down In The Forest (So Many Lovers) 20. Glass 21. Party Girl (Love You To Death) 22. Basta ya de Bastas (Rastars & Rockstars) 23. Seventeen 24. Apocalypso 25. No Tiene Nombre 26. Los Tics Del Jazzero (Tics of the Jazzman) 27. Dark Side Of Me 28. Everybody Knows 29. Modern Love Bi(vo) en México (2015) 1. Amor Finito (en vivo) 2. Baja a la Tierra (en vivo) 3. En mi cabeza (en vivo) 4. My Name is Peligro (en vivo) 5. Vecino (en vivo) 6. No seas insegura (en vivo) 7. Ni idea (en vivo) 8. Modern Love (en vivo) 9. Cumbiera intelectual (en vivo) 10. S.O.S. Tan Fashion (en vivo) 11. El corrido de la falta administrativa (en vivo) 12. Desde que te perdí (en vivo) 13. No tiene nombre (en vivo) 14. I don't know (en vivo) 15. Anoche soñé contigo (en vivo) 16. No Digas Quizás (en vivo) 17. Guacamole (en vivo) Mis Américas (2016) 1. Es como el día -con Miranda Johansen 2. Dios de la Marea -con Miss Bolivia 3. Tiene algo (Intresting little thing) 4. Oh, what a waist (pero que cintura) 5. 5 in the morning (The great divide) 6. La bach-chata -con Marcos Mundstock y Palito Ortega 7. El jardín del desdén 8. Folky -con Pity Álvarez 9. Torcer a favor 10. Life is killing me 11. Meanwhile 12. Amor Telepathic Love 13. Zambaguala del viajero Algo ritmos (2019) 1. De repente - 4:03 2. Mi querido Brasil - con Maria Gadú, Jorge Drexler & Kassin - 3:22 3. Solo le dije - 3:56 4. Train of thought - 3:48 5. New York without you - 4:03 6. Tú ve - 3:47 7. Teletransportación - con Daniel Drexler - 3:42 8. Sin decir palabra - con Leonor Watling - 4:00 9. Cuentas claras - 3:37 10. Pobre millonario - 3:33 11. Cocktail groupie - 3:39 12. Noche ideal - 3:55 13. La gente más linda (Mito Urbano) - con La Shica - 2:33 Quiero mejor (2024) |

## Sencillos
- Available 20s (2020)
- Todo esto, con David Lebón (2020)